# Station Kamieniczki
Station Kamieniczki is een gesloten spoorwegstation in de Poolse plaats Bielawa (Kamieniczki).